# Вернон Норвуд
Вернон Ларнард Норвуд (англ. Vernon Larnard Norwood, нар. 10 квітня 1992) — американський легкоатлет, який спеціалізується у бігу на короткі дистанції.

## Спортивні досягнення
Дворазовий олімпійський чемпіон з естафетного бігу 4×400 метрів серед чоловіків (2021, 2024). Срібний (2024) та бронзовий (2021) олімпійський призер зі змішаного естафетного бігу 4×400 метрів.
4-разовий чемпіон світу з естафетного бігу 4×400 метрів серед чоловіків (2015, 2019, 2022, 2023). Бронзовий призер чемпіонату світу зі змішаного естафетного бігу (2022). Фіналіст (4-е місце) чемпіонату світу з бігу на 400 метрів (2023).
Чемпіон світу в приміщенні (2016) та срібний призер чемпіонату світу в приміщенні (2018) з естафетного бігу 4×400 метрів серед чоловіків.
Переможець з естафетного бігу 4×200 метрів на Світових естафетах (2019).
Чемпіонка США в приміщенні з бігу на 400 метрів (2016).
Рекордсмен світу зі змішаного естафетного бігу 4×400 метрів (3.07,41; 2024).

## Відео
- Попередній забіг зі змішаного естафетного бігу 4×400 метрів на Олімпіаді-2024, в якому був встановлений світовий рекорд за участі Вернона Норвуда на YouTube
- Фінальний забіг зі змішаного естафетного бігу 4×400 метрів на Олімпіаді-2024 на YouTube